# Zwój podżuchwowy

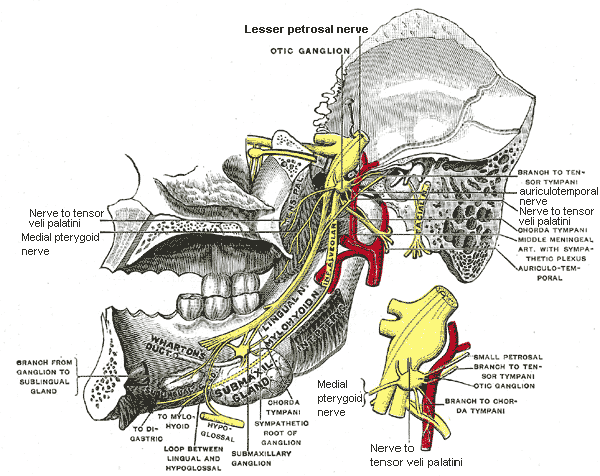
Zwój podżuchwowy widoczny w dolnej części ryciny, podpisany submaxillary ganglion (nazwa współcześnie nieużywana)

Zwój podżuchwowy (ang. submandibular ganglion, łac. ganglion submandibulare) – w anatomii człowieka zwój nerwowy należący do nerwu żuchwowego, położony na górnej powierzchni ślinianki podżuchwowej.
Włókna dochodzące do zwoju:
- gałęzie łączące z nerwem językowym (rami communicantes cum nervo linguali), tj. gałąź czuciowa od nerwu językowego i gałąź przywspółczulna, zawierająca włókna wydzielnicze struny bębenkowej (od nerwu twarzowego) prowadzone tam przez nerw językowy[1],
- gałąź współczulna do zwoju podżuchwowego (ramus sympathicus ad ganglion submandibulare); włókna pochodzące od splotu tętnicy twarzowej (plexus arteriae facialis)[1] przechodzą przez zwój bez przełączenia synaptycznego.

Ze zwoju wychodzą gałęzie gruczołowe (rami glandulares) do ślinianek podżuchwowej i podjęzykowej.